# 碾庄站
碾庄站是一个陇海线上的铁路车站，位于江苏省邳州市碾庄乡，建于1922年，目前为四等站，邮政编码为221351。目前客运：办理旅客乘降；行李、包裹托运；货运：办理整车货物发到；危险货物仅办理农药、化肥发到。